# Zpátky v Červeném
Zpátky v Červeném (v anglickém originále Back in the Red) je úvodní trojdílná epizoda osmé série britského kultovního sci-fi seriálu / sitcomu Červený trpaslík.
Scénář napsal Doug Naylor, režie Ed Bye. První část epizody byla odvysílána na kanále BBC2 18. února 1999, druhá část dne 25. února 1999 a třetí 4. března 1999.

## Námět

### Část 1
Nanoboti obnovili těžařskou loď Červený trpaslík i s celou její posádkou. Dave Lister (později i další jeho kamarádi) je obviněn ze zničení Kosmiku, pokusu o únos Kristiny Kochanské a z dalších činů. Hrozí mu vězení. Spolu s posádkou byl obnoven i Arnold Rimmer (už není hologram, je živý), jenž může Listerovi pomoci.

### Část 2
Listera a jeho přátele čeká přezkoumání jejich případu. Lister nutně potřebuje pomoc Arnolda Rimmera, ten však projeví své typické nepříliš obdivuhodné vlastnosti, když sleduje pouze svůj zájem – udělat si dobré oko u kapitána. Kryton byl překlasifikován na ženu a bylo mu obnoveno tovární nastavení. Lister s Kocourem a Kristinou Kochanskou uprchne a snaží se nalézt nanoboty, aby dokázali jejich nevinu – netuší, že jsou pod vlivem psychotropních látek a útěk je jen iluzí.

### Část 3
Obvinění se snaží prokázat svou nevinu pátráním po nanobotech než jim dojde, že se nachází v umělé realitě pod vlivem psychotropních látek. Rimmer se snaží zničit jakékoli zmínky o dohodě s Listerem (poskytnutí tajných materiálů posádky výměnou za pomoc s útěkem) aniž by tušil, že je taktéž pod vlivem drog a tudíž monitorován. Holly se přizná, že nanoboty stvořil on.

## Děj epizody

### Část 1
David Lister je zavřen na cele společně s Rimmerem. Rimmer nekomunikuje a Lister se jej snaží vtáhnout do dialogu. Z vrchní palandy mu ukazuje 83letého otce v magazínu. Rimmer se zvedne a mlčky odejde ke stolu. K řeči jej přimějí teprve nejapné Listerovy narážky na Yvonne McGruderovou, jedinou Rimmerovu známost. Je na Listera naštvaný za nějakou jeho zlomyslnost, když ten na něj vymačkal objem tuby nespecifikovaného složení.
O TŘI DNY DŘÍVE...
Kosmik letí k Červenému trpaslíku, jenž byl znovu postaven nanoboty, ale v poněkud větším měřítku. Začíná se však zmenšovat. Kocour bojuje s řízením ve zmenšujících se chodbách, podaří se mu proletět ventilací. Na obrazovce se zcela nevhod objeví Holly a vypráví hloupou hádanku. Kosmik se v úzké šachtě vyhne jedné překážející kryse, ale druhá blokuje cestu dál. Kosmik se jí zaboří do anusu a chvíli pokračuje v letu i s krysou. Let končí ve chvíli, kdy smršťující chodby zapříčiní havárii Kosmiku a jeho následnou explozi. Posádka stihne utéci a zachránit se.
Na scéně se objeví hasiči – Selby s Chenem, staří dobří Listerovi kumpáni od piva. Chybí jen Olaf Petersen, který se nemohl zúčastnit, je totiž zrovna namol. Listerova radost ze shledání netrvá dlouho, objevivší se kapitán Hollister poručí veliteli bezpečnosti Thorntonovi, aby přečetl Listerovi obvinění. Není toho málo: krádež a zničení Kosmiku, neoprávněná pilotáž, pašování černých pasažérů a únos Kochanské. Lister je eskortován do cely, kde si promluví s Hollym o situaci. Chce vědět, co se stane, když jej členové vyšetřovací komise uznají vinným. Hollyho odpověď není zrovna ta, kterou čekal:
„No, nejspíš si dají čaj, poklábosí a pak půjdou domů.“
Po vyjasnění nedorozumění se Lister dozví, že mu hrozí 2 roky vězení na 13. patře ve společnosti vězňů (kteří byli také oživeni nanoboty) „zarostlých a dementních, dech jako staré plíny a ruce jako lopaty“. Holly jej „uklidní“, že ti lepší z nich jsou skutečně takoví. Lister ho vypne a zoufá si. V místnosti se objeví Rimmer. Lister je chvíli potěšen, že jej po dlouhé době opět vidí, ale brzy zjistí, že se vůbec nezměnil a je stejným pedantem jako vždy. Lister mu vypráví příběh o obnovení lodi a posádky nanoboty a chce od Rimmera pomoc při pátrání po zmizelých mikroskopických robotech, kteří by dosvědčili jeho verzi.
Hlavní lékařka Karen Newtonová odchytí kapitána Hollistera a vyzvídá od něj informace. Kapitán tvrdí, že pátrání je zatím tajné a navíc nemohou restartovat Hollyho. Karen vezme kapitána do laboratoře, kde mu ukáže Kocourovu fyziologii a anatomii.
Lister pokračuje v přemlouvání Rimmera a nabízí mu obchod. Je schopen zajistit mu povýšení, neboť ví, kde se nacházejí tajné dokumenty o celé posádce. V nich jsou citlivá osobní data jednotlivých důstojníků, z čehož by Rimmer mohl těžit. Ovlivněn touto lákavou vidinou Rimmer souhlasí, ačkoli měl na Listera ještě před chvílí vztek.
Mezitím palubní psychiatr Lucas McClaren zkoumá Krytona. Sanitární android bezelstně hovoří o svém přerušení programu, čímž získal schopnosti pro androidy jinak nedosažitelné a tyto charakterové vady hrdě předvádí, jako např. lhaní, nafoukanost a hněv s agresivitou. McLaren doporučí re-boot robota, čili obnovení továrního nastavení, které tyto vypěstované odchylky odstraní a Kryton se bude muset zase řídit pouze striktně naprogramovanými sekvencemi.
Rimmer najde v troskách Kosmiku nejen tajné záznamy, nýbrž i dvě tekutiny ve zkumavkách, které Lister kdysi získal od doktorky Lanstromové. Jsou to dva pozitivní viry: štěstí a sexuální přitažlivosti.
Rimmerův zájem se okamžitě upře na zkumavku „Sexuální přitažlivost“. Neváhá a ihned orálně aplikuje pořádnou dávku. Prochází koridorem, oslňuje přítomné ženy a překypuje sebeuspokojením.

### Část 2
V úvodu se objeví stručné shrnutí předchozí části předeslané upoutávkou:
TĚŽAŘSKÁ LOĎ ČERVENÝ TRPASLÍK ZREKONSTRUOVÁNA I S POSÁDKOU ARMÁDOU MIKROSKOPICKÝCH ROBOTŮ.
DŮVOD: ČERT VÍ...
Rimmer využívá svých snadno nabytých informací z tajných záznamů a v kapitánově kajutě oslňuje velitele lodi zprávou o chybně provedené opravě tepelných štítů. Navíc mu blahopřeje k výročí svatby a předává mu borůvkový muffin. Ví též, že kapitána trápí hemeroidy a věnuje mu konečníkovou hojivou mast i se speciální rukavicí. Rimmer udělá dojem a dostane se mu VIP pozvání na večeři pro důstojníky.
Kryton je pro odborníky oříškem, je nucen podstoupit gynekologické vyšetření. Je překlasifikován na ženu a převeden do ženských ubikací z důvodu prevence pohlavních nejasností. Zde se setkává s Kristinou Kochanskou a vysvětluje jí, že vzhledem k absenci penisu byl umístěn zde. Bylo mu řečeno:
„Jak nemáš čím houpat, kliď se z našich doupat.“
Následně jej čeká procedura s obnovením továrního nastavení, která zahrnuje i vymazání jeho osobnosti a vytvořených emocí. Kristina Kochanská na něj apeluje, že musí odmítnout, Kryton se domnívá, že to nedokáže. Kochanská mu poradí, aby si komisi představil, jak sedí na záchodě, poté už pro něj nebudou vypadat jako autority. Tato představa Krytona povzbudí.
Lister, Kocour, Kochanská a Kryton se před komisí složenou z kapitána Hollistera, hlavní lékařkou Karen Newtonovou a hlavní inženýrkou hodlají hájit sami. Hollister je seznámí s faktem, že budou pod vlivem psychotropních látek a monitorováni pomocí psychoscanu. Obvinění souhlasí, podepíší formulář a zalepí jej do obálky. Olíznutím obálky se do jejich těla dostanou ony psychoaktivní látky. Odteď vše probíhá pouze v jejich fantazii, jejich myšlenky jsou sledovány a zaznamenávány pro posouzení jejich viny či neviny.
Rimmer navštíví Listera v cele a informuje ho, že vše ve věci povýšení probíhá podle plánu. Pochlubí se, že jde na důstojnickou večeři. Listera především zajímá vzájemná dohoda. Rimmer se vykrucuje, nemíní ohrozit svou slibně se rýsující kariéru. Ukáže Listerovi oba viry ve zkumavkách a odchází zanechajíc Listera svému osudu. Ten si stačil otřít prsty o okraje zkumavek, něco štěstí mu ulpělo na ukazováčku pravé ruky. Nakliká správný kód na elektronická pouta, zadá potřebný údaj pro otevření dveří a mizí.
Hlavní inženýrka v doprovodu palubního psychiatra a lékařky Karen Newtonové radí Krytonovi, aby si nechal dobrovolně opravit poškozené soubory, čímž se vyhne vyšetřovacímu procesu a získá svobodu. Kryton nedokáže říci ne, odzbrojí Thorntona a celou skupinku odvede na toalety. Zde všem poručí, aby si sedli na mísy. Teprve když tak učiní a Kryton se jim směje, dokáže se vyjádřit. Odmítne opravu svých dlouhodobě pěstovaných emocí a poškozených souborů. Není mu to nic platné, na toalety vtrhne ozbrojená hlídka a Krytona zpacifikuje.
Lister s Kochanskou se vydávají nalézt ostatní parťáky. Ve výtahu si Lister olízne levou ruku a Kochanská se na něj vrhne. Virus sexuální přitažlivosti však nepůsobí dlouho, virus štěstí jej neutralizoval. Lister je zklamaný.
Hlavní inženýrka provádí obnovu Krytonových souborů. Softwarový doktor – program jmenuje jednotlivé emoce, které si android osvojil: náklonnost, arogance, závist, provinilost, humor, nedůtklivost, chtivost, snobství, láska, radost, drzost... Chyby v nastavení byly opraveny a Kryton je rebootován. Je z něj opět dokonalý sanitární robot, jemuž jsou veškeré lidské emoce cizí.
Rimmer se důsledně připraví na událost – před večeří se pořádně nadopuje virem sexuální přitažlivosti. Během večeře na něm mohou všechny přítomné důstojnice nechat oči a postupně jej doprovází pod záminkou přinesení kávy do kapitánovy kajuty, kde se na něj vrhají. Nakonec vyčerpaný Rimmer odmítne doprovodit poslední důstojnici. Kapitán vysvětluje, že Lister a spol. jsou již pod vlivem drog. Rimmer pochopí, že tak může vyjít najevo jeho podvod s tajnými záznamy a kvapně odchází.
Když Lister s Kocourem a Kochanskou objeví Krytona, ten je nepoznává. Trojice pochopí, že už podstoupil opravu souborů. V jedné z kajut se přestrojí na radu Kocoura jako Dibbley (jedna z alter ego postav Kocoura) s mopy na hlavě a falešnými zuby. Zastihne je zde hlídka pátrající po uprchlících. Díky jejich přestrojení za nerdy-programátory je hlídka vedená Thorntonem nepozná. Do místnosti vstoupí Kryton, aby si vzal úklidové pomůcky, nalezne pouze násady od mopů. Jakmile Kryton spatří Kocoura, okamžitě se mu vybaví Dibbley. Díky tomu se rozvzpomene a je z něj opět starý dobrý Kryton – člen posádky. Thornton s doprovodem je odlákán falešným hlášením Hollyho. Kochanské je podezřelé, jak lehce vše zatím vychází, nicméně Lister je přesvědčen, že se tak děje díky působení viru štěstí.
Rimmer se zřejmě předávkoval virem sexuální přitažlivosti:
„Co je to se mnou, mám sexuální apetit pardála. Ještě hůř, studenta prvního ročníku zdravovědy. Jsem chodící afrodiziakum, musím to dostat pod kontrolu.“
Vezme injekci a píchne si do slabin pořádnou dávku anestetika. Pro jistotu si své pohlaví poopraví třemi ráznými ranami kladivem. Během chůze se mu začínají podlamovat končetiny, což spatří i kapitán Hollister.
Kryton, Lister, Kocour a Kochanská odchází převlečení jako Dibbleyho rodina. Jedou za nimi robíci, ale Lister je zahání slovy, že se nedostanou přes ochranku. Robíci zmizí v místnosti a vzápětí vyráží zpět za nimi s mopy na hlavách a falešnými zuby.

### Část 3
Dave Lister a Arnold Rimmer mají za sebou první den v káznici. V cele Rimmer vypráví svému společníkovi Listerovi, že byl nařčen z ufňukanosti a zbit sociálním pracovníkem a když si postěžoval farářovi, dostal naloženo i od něj. Důkazem budiž otisk kříže za krkem. Vyhlídka na 2 roky v nápravném zařízení s vyšinutými spoluvězni není nijak vábná. Lister se domnívá, že kdyby byli přemístěni z bloku G do bloku D, dostalo by se jim lepšího zacházení. Údajně tam sprchují i krysy.
Rimmer si jde ulevit na záchod a vzpomíná, jak se to seběhlo...
O DVA DNY DŘÍVE...
Kapitán Červeného trpaslíka Hollister diktuje záznam do svého videodeníku. Během této scény se objeví útržky z předchozích dvou částí. Kapitánovi byl Rimmer hned podezřelý a tak jej také nechal olíznout obálku s psychotropní látkou. Má za to, že zneužil tajné záznamy posádky, aby udělal kariéru. Je to opovrženíhodné a odsouzeníhodné, Hollister to musí vědět nejlépe, sám se takto vypracoval na kapitána, jak přiznává.
Uprchlíci (i se dvěma robíky) se mezitím chystají odletět s Modrým skrčkem. Letová dispečerka po nich požaduje povolení ke startu. Kocour žádné nemá a tak se ji pokusí zaujmout taneční vložkou a dokázat své schopnosti. Roztančí i zaparkovanou řadu Modrých skrčků. Plán se mu zdaří a navíc si s atraktivní dispečerkou smluví rande.
„Za tři dny mám jít na rande! To abych se začal chystat!“
Lister jej vytrhne z příprav a Modrý skrček skoky opouští hangár.
Rimmer se pokouší dostat do místnosti, kde probíhá simulace umělé reality. Brání mu v tom hlídkující Thornton. Rimmer ví dost z jeho ne zcela čisté minulosti a Thornton mu raději umožní vstup dovnitř. Zde je Rimmer svědkem probíhajících myšlenkových pochodů Listera, Kocoura, Kochanské a Krytona. Rimmer se snaží vymazat všechny odkazy na svou dohodu s Listerem, zadá potřebný příkaz do počítače. Odkazy jsou vymazány, ale čtveřice v Modrém skrčku si všimne, že se něco stalo. Kryton přijde na to, že jsou v umělé realitě, která má sloužit pro účely vyšetřování. Navrhne, aby všichni pátrali po nenápadném tlačítku, kterým se opouští program. Kocour odhalí tlačítko s nápisem 5Y100HO500, což ostatní nechápou. Kocour vysvětluje souvislost: 5 je římskými číslicemi V, 100 = C, 500 = D. Dosadí a diktuje VYCHOD. Kryton poznamená, že momentální nadprůměrné dedukční schopnosti Kocoura jen dokazují, že se nejedná o skutečnost. Kocour tlačítko zmáčkne a realita se změní.
Najednou jsou všichni z plastelíny. Nyní hledají nějaký silný zdroj energie, který by vypnul počítač. Lister nahlédne do vysekané jámy v ledu, vtom se z ní vynoří žralok, sežere ho a ponoří se. Za chvíli se opět vynoří a znechuceně Listera vyplivne. Kocour opět perlí, našel kečup. Konkrétně ostrý kečup – největší zdroj síly. Ostatní litují, že je chytrý jen v umělé realitě.
Počítačový program je přerušen, čtveřice přichází k sobě a uvidí Rimmera klepajícího zuřivě do klávesnice. Rozčilený Lister jej chce konfrontovat, ale předběhne jej Kochanská. Rimmer je stále ovlivněn virem sexuální přitažlivosti a Kochanská se snaží na něj skočit. Ostatní ji musí držet. Všichni se dopotácejí do výtahu, kde Lister poradí Rimmerovi, aby zrušil účinky viru loknutím si druhého viru štěstí. Holly nabádá, aby všichni co nejdříve zmizeli. Kryton zahájí iniciativu, aby se k nim Rimmer přidal, zná totiž všechny bezpečnostní kódy. I Lister na něj apeluje, tvrdí, že předchozí Arnold Rimmer (hologram) byl důležitou součástí party – byl šéfem bezpečnosti. Odhaloval nebezpečí a rizika a vymýšlel, jak před nimi utéct. Rimmera zláká tato funkce společně s křeslem v pilotní kabině a možností ovládání 5 svítících knoflíků.
Opět se opakuje scéna s letovou dispečerkou až na drobný detail, tato již není tolik pohledná jako předchozí. Kocour kvůli ní nehodlá znovu tančit a tak se Modrý skrček rozbíhá hangárem i bez povolení. Ve vesmíru se na obrazovce objeví Holly a posléze všem sdělí, že se stále nacházejí ve virtuální realitě. Mimo to sdělí, že nanoboty zkonstruoval on v zájmu zachování Listerovy příčetnosti. Fakt, že posádce hrozí 2 roky vězení, je věc druhá.
Kapitán Hollister vše sleduje na své obrazovce a diskutuje o situaci s Hollym na Červeném trpaslíku, jenž vypadá jako protagonisté sci-fi seriálu Lebkouni (odlišný od Hollyho na Modrém skrčkovi). Hollister oznamuje, že se mu Rimmerovo chování zdálo od prvopočátku podezřelé a proto jej také nechal olíznout obálku. Psychoscan dokázal, že se přeživší členové skutečně snažili nalézt nanoboty a jsou tedy v této záležitosti nevinní. Zároveň však zneužili tajných informací a na to je pevná sazba – 2 roky ve vězení.
Umělá realita je ukončena, Holly je probudí. Aby se obvinění ujistili, že se jedná o pravou realitu, provedou malou retrospektivu, přičemž dojde řeč i na oba pozitivní viry. Do místnosti nenápadně vstoupí kapitán Hollister a zabaví vir štěstí. Vir sexuální přitažlivosti předá Rimmer za zády někomu jinému tvrdíce, že jej ztratil. To Hollistera řádně namíchne.
Všichni zúčastnění v procesu včetně Hollyho jsou obviněni a odsouzeni do žaláře. Výtah odváží vězně do tajného 13. patra. Tady je uvítá hlavní správce pan Ackerman slovy: „Vítám vás v lapáku!“
Lister nakape Rimmerovi stojícímu v první řadě na rameno trochu viru sexuální přitažlivosti. Okolostojící spoluvězňové se začnou s potutelným úsměvem na rtech k Rimmerovi pomalu přibližovat...

## Produkce a kulturní odkazy
Trojdílná epizoda opět představuje kompletní posádku těžařské lodi Červený trpaslík poté, co byla oživena nanoboty. Celá posádka se v seriálu objevuje poprvé od 1. série.
Doug Naylor se vrátil ke kořenům seriálu a napsal většinu 8. série sám. Úvodní epizoda měla původně trvat hodinu (mělo jít o speciální díl), ale nakonec vznikl díl rozdělený do tří částí s celkovou délkou cca 80 min.

## Herecké obsazení
V epizodě „Zpátky v Červeném“ vystupují mimo stálé herce i další, kteří se účastnili natáčení v předchozích dílech, kde ztvárnili posádku Červeného trpaslíka.
| Herec / herečka     | Hraje                 | Role                                                            | Část č.: |
| ------------------- | --------------------- | --------------------------------------------------------------- | -------- |
| Mac McDonald        | Frank Hollister       | kapitán Červeného trpaslíka                                     | 1,2,3    |
| Paul Bradley        | Chen                  | Listerův kumpán                                                 | 1        |
| David Gillespie     | Selby                 | Listerův kumpán                                                 | 1        |
| Kika Mirylees       | Karen Newtonová       | lodní lékařka                                                   | 1,2      |
| Andy Taylor         | Lucas McClaren        | lodní psychiatr                                                 | 1,2      |
| Karl Glenn Stimpson | Agnus Lionel Thornton | velitel bezpečnosti                                             | 1,2,3    |
| Geoffrey Beevers    |                       | doktor, jenž vyšetřuje Krytona                                  | 2        |
| Sue Kelvin          |                       | tělnatá důstojnice, účastní se večírku                          | 2        |
| Jemma Churchill     |                       | hlavní inženýrka pověřená obnovením továrního nastavení Krytona | 2        |
| Genevieve Swallow   |                       | důstojnice, účastní se večírku                                  | 2        |
| Yasmin Bannerman    |                       | první dispečerka letové kontroly                                | 3        |
| Jeillo Edwards      |                       | druhá dispečerka letové kontroly                                | 3        |
| Graham McTavish     | Ackerman              | velitel vězeňské sekce na 13. etáži                             | 3        |